# گربه‌ماهی والاگو
گربه‌ماهی والاگو (نام علمی: Wallago attu) نام یک گونه از تیره اسبله‌ماهیان است. این ماهی از ماهیان آب‌شیرین است که بومی آسیای جنوبی و آسیای جنوب شرقی می‌باشد. این ماهی ۱تا۳ می‌تواند رشد کند. وزنش نیز می‌تواند به ۴۵ کیلوگرم هم برسد.